# Morti nel 1623
| Questa pagina contiene informazioni ricavate automaticamente dalle voci biografiche con l'ausilio del template Bio e di un bot. L'aggiornamento è periodico e automatico e ricostruisce completamente la pagina. Se manca una persona in questa lista, sei pregato di non aggiungerla, ma accertati piuttosto che la sua voce biografica contenga il template Bio e che i dati anagrafici siano correttamente compilati. Se il template Bio manca, inseriscilo tu stesso o, in alternativa, metti l'avviso {{tmp\|Bio}} che ne segnala la mancanza. Se i dati riportati sono sbagliati, correggi direttamente la voce biografica; le modifiche saranno visibili in questa lista entro pochi giorni. Per chiarimenti vedi il progetto biografie. La lista contiene solo le 89 persone che sono citate nell'enciclopedia e per le quali è stato implementato correttamente il template Bio. Pagina aggiornata al 10 ago 2025. |

## Gennaio(8)
- 1º gennaio - Paul Hentzner, avvocato tedesco (n. 1558)
- 7 gennaio - Giacomo Grimaldi, letterato, archivista e presbitero italiano (n. 1568)
- 15 gennaio - Leonardo Lessio, teologo olandese (n. 1554)
- 15 gennaio - Paolo Sarpi, teologo, storico e scienziato italiano (n. 1552)
- 18 gennaio - Alberico I Cybo-Malaspina, sovrano italiano (n. 1534)
- 18 gennaio - Kara Davud Pascià, politico e militare ottomano (n. 1570)
- 28 gennaio - Annibale Chieppio, nobile e politico italiano (n. 1563)
- 28 gennaio - Cesare Trombetta, presbitero italiano (n. 1571)

## Febbraio(1)
- 8 febbraio - Thomas Cecil, I conte di Exeter, nobile, politico e militare inglese (n. 1542)

## Marzo(4)
- 2 marzo - Enrico de La Tour d'Auvergne, nobile e militare francese (n. 1555)
- 7 marzo - Luís Mendes de Vasconcelos, militare portoghese (n. 1542)
- 17 marzo - Hieronymus Francken II, pittore fiammingo (n. 1578)
- 29 marzo - Scévole de Sainte-Marthe, poeta, umanista e politico francese (n. 1536)

## Aprile(4)
- 11 aprile - Nicola Antonio Stigliola, filosofo, architetto e medico italiano (n. 1546)
- 16 aprile - Domenico Fetti, pittore italiano (n. 1589)
- 19 aprile - Uesugi Kagekatsu, militare giapponese (n. 1556)
- 21 aprile - Nicolas Coeffeteau, vescovo cattolico, teologo e storico francese (n. 1574)

## Maggio(5)
- 4 maggio - Asprilio Pacelli, compositore italiano (n. 1570)
- 5 maggio - Philip Rosseter, compositore, liutista e impresario teatrale inglese (n. 1567)
- 9 maggio - Vito Carrera, pittore italiano (n. 1578)
- 19 maggio - Mariam-uz-Zamani, principessa indiana (n. 1542)
- 23 maggio - Giulio Monterenzi, vescovo cattolico e funzionario italiano (n. 1560)

## Giugno(5)
- 2 giugno - Alessandro Damasceni Peretti, cardinale italiano (n. 1571)
- 13 giugno - Hon'inbō Sansa, goista giapponese (n. 1559)
- 19 giugno - Katō Sadayasu, militare giapponese (n. 1580)
- 26 giugno - Innocenzo Martini, pittore italiano (n. 1551)
- 28 giugno - Federico Ubaldo della Rovere, duca (n. 1605)

## Luglio(3)
- 4 luglio - William Byrd, compositore e organista inglese
- 8 luglio - Papa Gregorio XV, papa, arcivescovo cattolico e cardinale italiano (n. 1554)
- 26 luglio - Gaspar Aguilar, poeta e drammaturgo spagnolo (n. 1561)

## Agosto(10)
- 3 agosto - Martino Ferrabosco, architetto e incisore italiano
- 6 agosto - Anne Hathaway, inglese (n. 1555)
- 9 agosto - Giorgio di Nassau-Dillenburg, nobile tedesco (n. 1562)
- 12 agosto - Stefano Pignatelli, cardinale italiano (n. 1578)
- 12 agosto - Antonio Priuli, doge (n. 1548)
- 18 agosto - Nicolas Bergier, archeologo, storico e avvocato francese (n. 1567)
- 19 agosto - Antonio Cimatori, pittore italiano
- 19 agosto - Giacomo Serra, cardinale italiano (n. 1570)
- 24 agosto - Antonio Maria Sauli, cardinale e arcivescovo cattolico italiano (n. 1541)
- 29 agosto - Kuroda Nagamasa, militare giapponese (n. 1568)

## Settembre(12)
- 1º settembre - Marco Antonio Gozzadini, cardinale e vescovo cattolico italiano (n. 1574)
- 5 settembre - Ottavio d'Aragona Tagliavia, nobile, politico e militare italiano (n. 1565)
- 6 settembre - Tiberio Gambaruti, letterato italiano (n. 1571)
- 6 settembre - Maria del Lussemburgo, duchessa francese (n. 1562)
- 6 settembre - Francesco Sacrati, cardinale e arcivescovo cattolico italiano (n. 1567)
- 8 settembre - Giovanni Antonio Fuccioli, presbitero italiano (n. 1541)
- 21 settembre - Francesco Mati, pittore italiano (n. 1561)
- 22 settembre - Raffaele Fagnani, giurista e letterato italiano (n. 1552)
- 26 settembre - Charles Grey, VII conte di Kent, nobile inglese (n. 1545)
- 27 settembre - Giovanni VII di Nassau-Siegen, conte tedesco (n. 1561)
- 28 settembre - Giovanni Giorgio di Hohenzollern-Hechingen, conte (n. 1577)
- 30 settembre - Cesare Gherardi, cardinale e vescovo cattolico italiano (n. 1577)

## Ottobre(1)
- 31 ottobre - Alfonso Pisani, arcivescovo cattolico italiano

## Novembre(7)
- 10 novembre - Bernardino Malpizzi, pittore italiano (n. 1553)
- 11 novembre - Philippe Duplessis-Mornay, scrittore, politico e teologo francese (n. 1549)
- 12 novembre - Giosafat Kuncewycz, arcivescovo cattolico, monaco cristiano e santo ucraino (n. 1580)
- 13 novembre - Erdmuthe di Brandeburgo, principessa tedesca (n. 1561)
- 14 novembre - Didier de La Cour, abate francese (n. 1550)
- 30 novembre - Isabella Pallavicino, letterata italiana (n. 1549)
- 30 novembre - Thomas Weelkes, organista e compositore inglese (n. 1576)

## Dicembre(5)
- 4 dicembre - Girolamo De Angelis, missionario e gesuita italiano (n. 1567)
- 19 dicembre - Ottaviano Bon, ambasciatore italiano (n. 1552)
- 23 dicembre - Arcangelo Giani, presbitero e teologo italiano (n. 1552)
- 24 dicembre - Michel Coignet, ingegnere e matematico fiammingo (n. 1549)
- 25 dicembre - Lucio Sanseverino, cardinale e arcivescovo cattolico italiano

## Senza giorno specificato(24)
- Abdullah Ma'ayat Shah di Johor, sovrano malese (n. 1571)
- Pietro Bernardi, pittore italiano
- Francesco Brizio, pittore e incisore italiano
- Agostino Bugiardini, scultore italiano
- Ansaldo Cebà, poeta e scrittore italiano (n. 1565)
- Benedetto Da Lezze, politico italiano (n. 1578)
- Giles Fletcher il Giovane, scrittore scozzese (n. 1586)
- Manuel Godinho de Erédia, militare, scrittore e cartografo portoghese (n. 1563)
- Juan de Hevia Bolaños, giurista spagnolo (n. 1570)
- Sempronio II Malatesta, condottiero italiano (n. 1528)
- Serafino Malpizzi, pittore e incisore italiano (n. 1553)
- Bartolomeo de Mutiis, cantante e compositore italiano
- Antonio Muttone, architetto italiano
- Johannes Olearius, teologo tedesco (n. 1546)
- Cristoforo Prestinari, artista italiano
- Pietro Provedi, architetto italiano (n. 1562)
- Francisco Sanches, medico, filosofo e matematico portoghese (n. 1551)
- Ottavio Saracini, vescovo cattolico italiano
- Ottavio II Thiene, nobile (n. 1582)
- Teofilo Torri, pittore italiano (n. 1554)
- Tulsidas, poeta e mistico indiano (n. 1532)
- Giovanni Valesio, incisore italiano (n. 1579)
- Alfonso Villagut, teologo e giurista italiano (n. 1566)
- Alonso de Ledesma, poeta e scrittore spagnolo (n. 1562)